# Estados Unidos en los Juegos Olímpicos de Sídney 2000
Estados Unidos estuvo representado en los Juegos Olímpicos de Sídney 2000 por un total de 586 deportistas, 333 hombres y 253 mujeres, que compitieron en 31 deportes.
El portador de la bandera en la ceremonia de apertura fue el piragüista Cliff Meidl.

## Medallistas
El equipo olímpico estadounidense obtuvo las siguientes medallas:
| Nombre | Deporte            | Competición                  |
| --- | ------------------ | ---------------------------- |
| Oro |                    |                              |
| Jearl Miles-Clark Monique Hennagan LaTasha Colander Andrea Anderson                                                | Atletismo          | 4 × 400 m F                  |
| Stacy Dragila | Atletismo          | Salto con pértiga F          |
| Maurice Greene | Atletismo          | 100 m M                      |
| Michael Johnson | Atletismo          | 400 m M                      |
| Angelo Taylor | Atletismo          | 400 m vallas M               |
| Jon Drummond Bernard Williams Brian Lewis Maurice Greene Tim Montgomery Kenneth Brokenburr                         | Atletismo          | 4 × 100 m M                  |
| Nick Hysong | Atletismo          | Salto con pértiga M          |
| Equipo | Béisbol            | Torneo M                     |
| Equipo | Baloncesto         | Torneo F                     |
| Equipo | Baloncesto         | Torneo M                     |
| Marty Nothstein | Ciclismo en pista  | Velocidad ind. M             |
| Tara Nott | Halterofilia       | 48 kg F                      |
| David O'Connor (Eyespy II)                                                                                         | Hípica             | Concurso completo ind.       |
| Rulon Gardner | Lucha grecorromana | 130 kg M                     |
| Brandon Slay | Lucha libre        | 76 kg M                      |
| Brooke Bennett | Natación           | 400 m libre F                |
| Brooke Bennett | Natación           | 800 m libre F                |
| Megan Quann | Natación           | 100 m braza F                |
| Misty Hyman | Natación           | 200 m mariposa F             |
| Amy Van Dyken Courtney Shealy Jenny Thompson Dara Torres Erin Phenix Ashley Tappin                                 | Natación           | 4 × 100 m libre F            |
| Diana Munz Jenny Thompson Samantha Arsenault Lindsay Benko Julia Stowers Kim Black                                 | Natación           | 4 × 200 m libre F            |
| Barbara Bedford Megan Quann Jenny Thompson Dara Torres Courtney Shealy Ashley Tappin Amy Van Dyken Staciana Stitts | Natación           | 4 × 100 m estilos F          |
| Anthony Ervin | Natación           | 50 m libre M                 |
| Gary Hall | Natación           | 50 m libre M                 |
| Lenny Krayzelburg                                                                                                  | Natación           | 100 m espalda M              |
| Lenny Krayzelburg                                                                                                  | Natación           | 1200 m espalda M             |
| Tom Malchow | Natación           | 200 m mariposa M             |
| Tom Dolan | Natación           | 400 m estilos M              |
| Lenny Krayzelburg Ed Moses Ian Crocker Gary Hall Neil Walker Tommy Hannan Jason Lezak                              | Natación           | 4 × 100 m estilos M          |
| Laura Wilkinson | Saltos             | Plataforma 10 m F            |
| Equipo | Sóftbol            | Torneo F                     |
| Steven López | Taekwondo          | –68 kg M                     |
| Venus Williams | Tenis              | Individual F                 |
| Venus Williams Serena Williams                                                                                     | Tenis              | Dobles F                     |
| Nancy Johnson | Tiro               | Rifle de aire 10 m F         |
| Mark Reynolds Magnus Liljedahl                                                                                     | Vela               | Star                         |
| Dain Blanton Eric Fonoimoana                                                                                       | Vóley playa        | Torneo M                     |
| Plata |                    |                              |
| Alvin Harrison | Atletismo          | 400 m M                      |
| Terrence Trammell                                                                                                  | Atletismo          | 110 m vallas M               |
| Lawrence Johnson                                                                                                   | Atletismo          | Salto con pértiga M          |
| Adam Nelson | Atletismo          | Peso M                       |
| Ricardo Juarez | Boxeo              | 57 kg M                      |
| Ricardo Williams                                                                                                   | Boxeo              | 63,5 kg M                    |
| Mari Holden | Ciclismo en ruta   | Contrarreloj F               |
| Equipo | Fútbol             | Torneo F                     |
| Matthew Lindland                                                                                                   | Lucha grecorromana | 76 kg M                      |
| Samuel Henson | Lucha libre        | 54 kg M                      |
| Diana Munz | Natación           | 400 m libre F                |
| Kristy Kowal | Natación           | 200 m braza F                |
| Aaron Peirsol | Natación           | 200 m espalda M              |
| Ed Moses | Natación           | 100 m braza M                |
| Tom Dolan | Natación           | 200 m estilos M              |
| Erik Vendt | Natación           | 400 m estilos M              |
| Neil Walker Anthony Ervin Gary Hall Jason Lezak Scott Tucker Josh Davis                                            | Natación           | 4 × 100 m libre M            |
| Jamie Rauch Josh Davis Scott Goldblatt Klete Keller Nate Dusing Chad Carvin                                        | Natación           | 4 × 200 m libre M            |
| Emily de Riel | Pentatlón moderno  | Individual F                 |
| Ted Murphy Sebastian Bea                                                                                           | Remo               | Dos sin timonel (M2-) M      |
| Vic Wunderle | Tiro con arco      | Individual M                 |
| Jennifer Isler Sarah Glaser                                                                                        | Vela               | 470 F                        |
| Paul Foerster Robert Merrick                                                                                       | Vela               | 470 M                        |
| Equipo | Waterpolo          | Torneo F                     |
| Bronce |                    |                              |
| Chryste Gaines Torri Edwards Nanceen Perry Passion Richardson                                                      | Atletismo          | 4 × 100 m F                  |
| Mark Crear | Atletismo          | 110 m vallas M               |
| John Godina | Atletismo          | Peso M                       |
| Chris Huffins | Atletismo          | Decatlón M                   |
| Melissa Morrison                                                                                                   | Atletismo          | 100 m vallas M               |
| Clarence Vinson | Boxeo              | 54 kg M                      |
| Jermain Taylor | Boxeo              | 71 kg M                      |
| Amy Chow Jamie Dantzscher Dominique Dawes Kristen Maloney Elise Ray Tasha Schwikert                                | Gimnasia           | Concurso completo por eqs. F |
| Cheryl Haworth | Halterofilia       | +75 kg F                     |
| Nina Fout (3 Magic Beans) Karen O'Connor (Prince Panache) David O'Connor (Giltedge) Linden Wiesman (Anderoo)       | Hípica             | Concurso completo por eqs.   |
| Susan Blinks (Flim Flam) Robert Dover (Ranier) Guenter Seidel (Foltaire) Christine Traurig (Etienne)               | Hípica             | Doma por eqs.                |
| Garrett Lowney | Lucha grecorromana | 97 kg M                      |
| Terry Brands | Lucha libre        | 58 kg M                      |
| Lincoln McIlravy                                                                                                   | Lucha libre        | 69 kg M                      |
| Dara Torres | Natación           | 50 m libre F                 |
| Dara Torres | Natación           | 100 m libre F                |
| Dara Torres | Natación           | 100 m mariposa F             |
| Jenny Thompson | Natación           | 100 m libre F                |
| Kaitlin Sandeno | Natación           | 800 m libre F                |
| Amanda Beard | Natación           | 200 m braza F                |
| Cristina Teuscher                                                                                                  | Natación           | 200 m estilos F              |
| Gary Hall | Natación           | 100 m libre M                |
| Klete Keller | Natación           | 400 m libre M                |
| Chris Thompson | Natación           | 1500 m libre M               |
| Tom Wilkens | Natación           | 200 m estilos M              |
| Karen Kraft Melissa Ryan                                                                                           | Remo               | Dos sin timonel (W2-) F      |
| Christine Collins Sarah Garner                                                                                     | Remo               | Doble scull ligero (LW2x) F  |
| Monica Seles | Tenis              | Individual F                 |
| Kim Rhode | Tiro               | Doble foso F                 |
| James Graves | Tiro               | Skeet M                      |
| Butch Johnson Rod White Vic Wunderle                                                                               | Tiro con arco      | Equipo M                     |
| Jonathan McKee Charlie McKee                                                                                       | Vela               | 49er M                       |